# Apparition (film, 1943)
Pour les articles homonymes, voir Apparition.
Pour plus de détails, voir Fiche technique et Distribution.
Apparition (Apparizione) est un film italien réalisé par Jean de Limur et sorti en 1943.
Le réalisateur Jean de Limur était le beau-frère de l'homme politique Luigi Freddi, chef de la direction générale de la cinématographie sous le régime fasciste. À sa demande, il tourne en Italie Apparizione, ce qui lui sera reproché à la Libération, et qui met fin à sa carrière.

## Synopsis

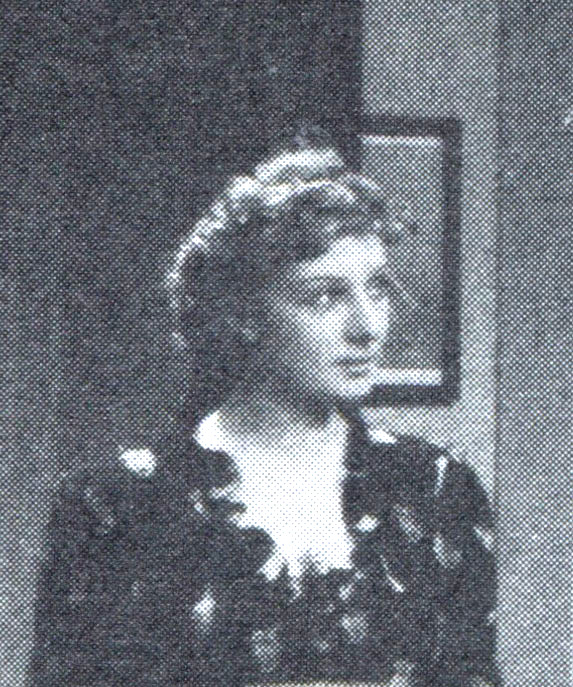
Andreina Pagnani dans une scène dApparizione

Une des plus célèbres stars de cinéma du moment a un problème avec sa voiture. L'acteur est obligé de s'arrêter dans un hôtel de province, où il se retrouve entouré par ses admirateurs.
Andreina, nièce du propriétaire de l'hôtel, demande à être photographiée avec l'acteur, avec sa robe de mariée, ce qui provoque l'irritation et la jalousie de Franco, son fiancé.

## Fiche technique
- Titre français : Apparition[2]
- Titre original : Apparizione
- Réalisation : Jean de Limur
- Scénario : Giuseppe Amato, Lucio De Caro, Federico Fellini
- Montage : Maria Rosada
- Production : S.A.F.I.C
- Musique : Enrico C. Cabiati
- Lieu de tournage : Studios Cinecittà
- Format : Noir et blanc
- Genre : Comédie
- Durée : 77 minutes
- Date de sortie : 
  - Royaume d'Italie : 23 décembre 1943
  - France : 8 octobre 1948[2]

## Distribution
- Alida Valli : Andreina
- Massimo Girotti : Franco
- Amedeo Nazzari : Amedeo Nazzari
- Paolo Stoppa : Alberto
- Andreina Pagnani : Zia Ortensia
- Olga Solbelli : Zia Lavinia
- Dora Menichelli : Zia Matilde
- Fioretta Dolfi : Oriella
- Silvio Bagolini
- Adriana Serra